# Gerald Loeb Award
Els Premi Gerald Loeb, també coneguts com el Gerald Loeb Award per al periodisme empresarial i financer distingit, són un reconeixement a l'excel·lència en el periodisme, especialment en els camps dels negocis, les finances i l'economia. El premi va ser establert l'any 1957 per Gerald Loeb, soci fundador de E.F. Hutton & Co. La intenció de Loeb en la creació del premi era animar els periodistes a informar i protegir els inversors privats, així com el públic en general en les àrees de negocis, finances i economia.